# Septembrie 2013
Acest articol este generat integral pe baza informațiilor din articolul 2013 și este actualizat periodic de un robot.
 Editările făcute în articol vor fi șterse la următoarea actualizare! Dacă doriți să faceți modificări, editați articolul-sursă.

ianuarie -
februarie -
martie -
aprilie -
mai -
iunie -
iulie -
august -
septembrie -
octombrie -
noiembrie -
decembrie
Septembrie 2013 a fost a noua lună a anului și a început într-o zi de duminică.

## Evenimente

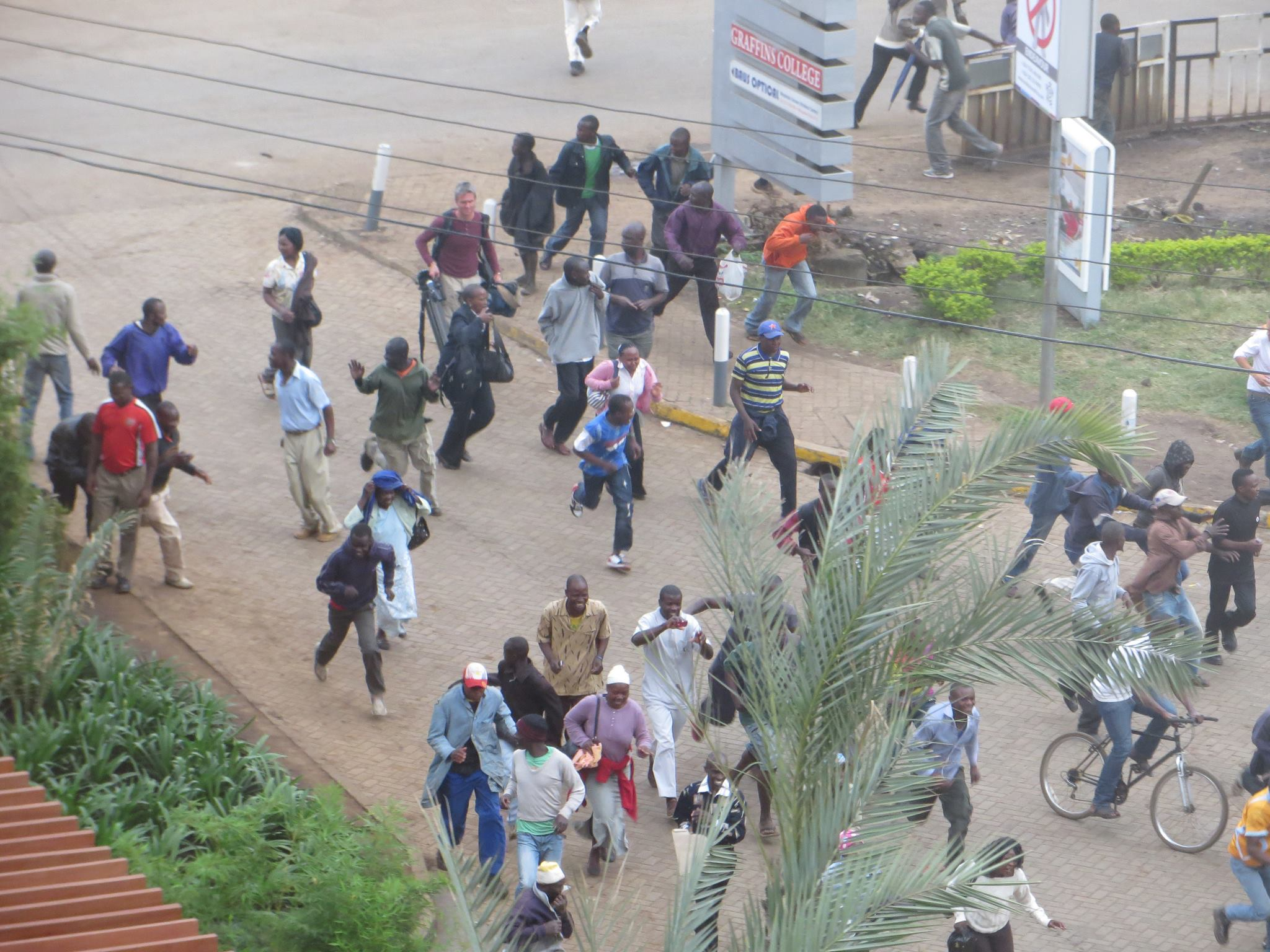
Atentatul de la Nairobi

- 1 septembrie: Prima zi de proteste în București față de proiectul Roșia Montană.
- 1 septembrie: Președintele Statelor Unite Barack Obama a declarat că a luat decizia de principiu să efectueze atacuri împotriva regimului sirian.
- 5 septembrie: Summitul G20 de la Sankt Petersburg pe tema crizei din Siria.
- 7 septembrie: Comitetul Olimpic Internațional, la cel de-al 125-lea congres de la Buenos Aires, a decis ca orașul Tokyo să fie gazda Jocurilor Olimpice de vară din 2020.
- 9 septembrie: Alegeri parlamentare în Norvegia.
- 10 septembrie: Statele Unite și Rusia sunt de acord cu adoptarea unei rezoluții ONU care să prevadă recurgerea la forță dacă Siria nu va respecta planul de predare a armelor chimice. Bashar al-Assad, gata să plaseze armele chimice sub control internațional. SUA amână atacul asupra Siriei.
- 11 septembrie: 22 de mineri s-au blocat în subteran la Roșia Montană cerând ca "toți reprezentanții grupurilor parlamentare să vină la Roșia Montana cât de urgent, să discute cu ei și să vadă în ce stare au ajuns".
- 12 septembrie: NASA anunță că Voyager 1 a devenit primul obiect spațial creat de om care a ajuns în afara sistemului solar.[1]
- 13 septembrie: Încă 11 mineri s-au blocat în subteran (numărul lor ridicându-se la 33) cerând din nou să vină președintele Senatului, Crin Antonescu, și liderii grupurilor parlamentare pentru a discuta despre situația economică a zonei și despre proiectul minier.
- 15 septembrie: La București a 15-a zi consecutivă de proteste; 10.000 de protestatari au cerut retragerea proiectului de lege care reglementează exploatarea minereurilor din perimetrul Roșia Montană, anularea contractului cu Roșia Montană Gold Corporation (RMGC), interzicerea exploatărilor cu cianuri în România, introducerea zonei Roșia Montană în patrimoniul UNESCO și demiterea celor patru inițiatori ai proiectului de lege.[2] Proteste împotriva proiectului au avut loc  în mai multe orașe mari ale României și în diaspora.
- 15 septembrie: În urma vizitei premierului Victor Ponta la Roșia Montană și a discuției cu minerii blocați, cei 33 de mineri au renunțat la protest și au ieșit la suprafață.[3]
- 16 septembrie: La Washington un om înarmat a ucis 12 oameni și a rănit alți 10 într-o clădire a Marinei americane. Atacatorul a fost ucis de polițiști.
- 21 septembrie: Un sângeros atac soldat cu 39 morți și sute de răniți s-a produs în capitala Kenyei, Nairobi, după ce 3 bărbați înarmați cu mitraliere au deschis focul asupra oamenilor aflați la într-un centru comercial, dintr-o zona selectă a orașului.
- 22 septembrie: Alegerile legislative din Germania: Angela Merkel, cancelarul creștin-democrat în funcție, a obținut victoria în alegeri, partidul său conservator (CDU/CSU) însumând 41,5% din voturile exprimate. Aliatul său liberal (FDP) s-a clasat sub pragul de 5% necesar intrării în Bundestag, iar Partidul Social-Democrat (SPD), cu care Merkel urmează să formeze o "mare coaliție", a obținut 25,7% din voturi.
- 24 septembrie: În cutremurul din Pakistan și-au pierdut viața 327 de persoane.
- 29 septembrie: Victoria SPÖ la alegerile legislative din Austria. Cancelarul Werner Faymann (SPÖ) a fost însărcinat cu formarea unui nou cabinet.

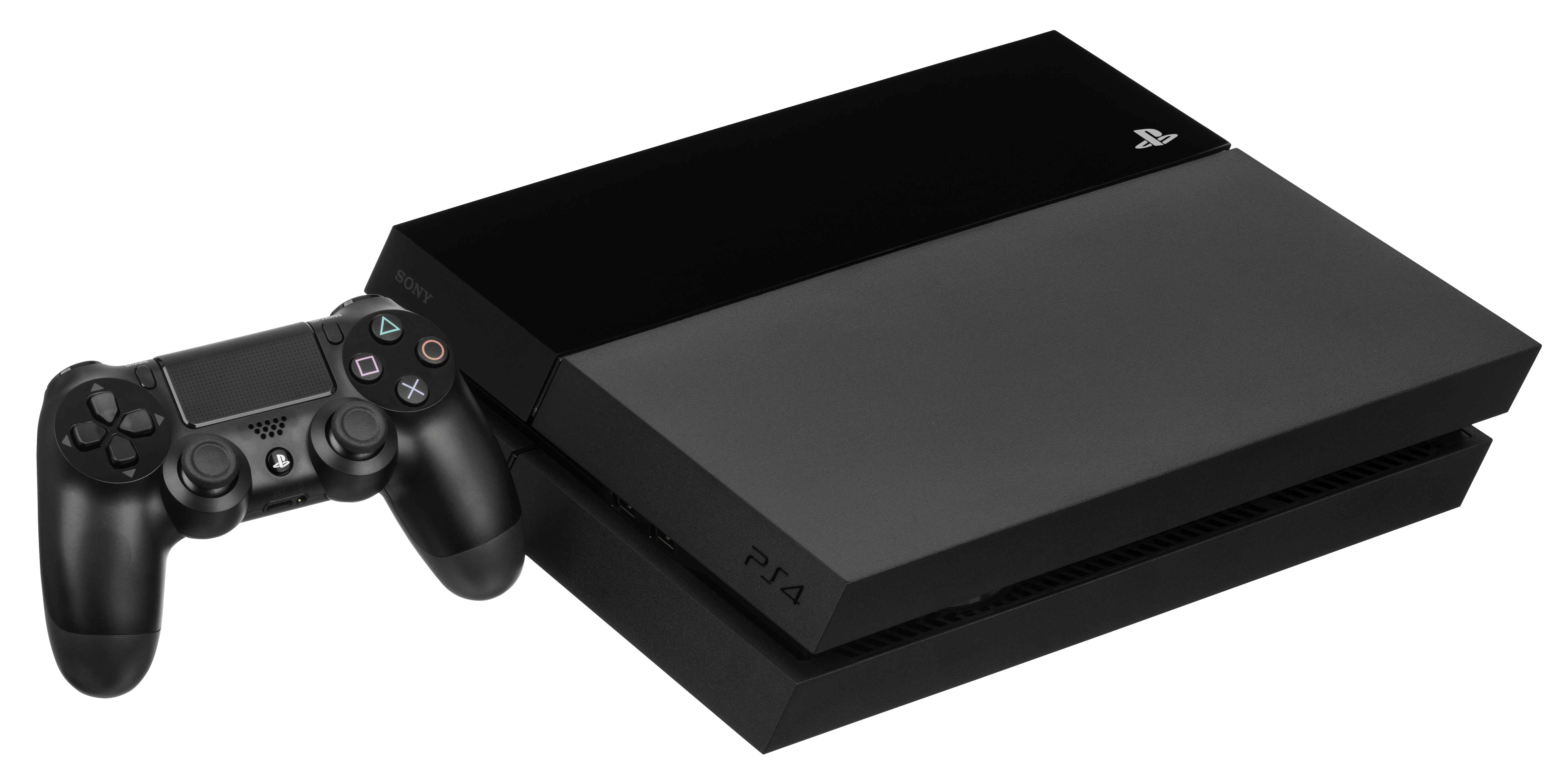
Lansarea consolelor de a opta generație: PlayStatio 4 și Xbox One

## Decese
- 2 septembrie: Ronald Coase, 102 ani, economist britanic, laureat al Premiului Nobel (1991), (n. 1910)
- 2 septembrie: Frederik Pohl (Frederik George Pohl, jr.), 93 ani, scriitor american (n. 1919)
- 3 septembrie: Ariel Castro, 53 ani, infractor american (n. 1960)
- 6 septembrie: Constantin Ghenescu, 69 ani, actor român (n. 1944)
- 7 septembrie: Petru Poantă, 66 ani, critic literar și eseist român (n. 1947)
- 7 septembrie: Marek Špilár, 38 ani, fotbalist slovac (n. 1975)
- 7 septembrie: Dokka Umarov (n. Doku Hamatovici Umarov), 49 ani, militant islamist cecen (n. 1964)
- 9 septembrie: Sunila Abeysekera, 60 ani, militantă pentru drepturile omului din Sri Lanka (n. 1952)
- 10 septembrie: Constantin Moldoveanu, 69 ani, fotbalist român (atacant), (n. 1943)
- 12 septembrie: William A. Graham, 87 ani, regizor american de filme pentru cinema și televiziune (n. 1926)
- 13 septembrie: Marina Chirca, 98 ani, anticomunist român (n. 1915)
- 13 septembrie: Angela Moldovan, cântăreață română (n. 1927)
- 17 septembrie: Eiji Toyoda, 100 ani, om de afaceri japonez (n. 1913)
- 18 septembrie: Marcel Reich-Ranicki, 93 ani, scriitor german (n. 1920)
- 19 septembrie: Hiroshi Yamauchi, 85 ani, antreprenor japonez (n. 1927)
- 21 septembrie: Kofi Awoonor, 78 ani, scriitor ghanez (n. 1935)
- 21 septembrie: Roman Vlad, 93 ani, pianist român (n. 1919)
- 22 septembrie: Gheorghe Acatrinei, 84 ani, senator român (2000-2004), (n. 1928)
- 22 septembrie: Álvaro Mutis Jaramillo, 90 ani, poet și romancier columbian (n. 1923)
- 23 septembrie: Gheorghe Saizescu, 80 ani, regizor, scenarist și actor român (n. 1932)
- 26 septembrie: Azizan Abdul Razak, 68 ani, deputat malaezian (n. 1944)
- 26 septembrie: Sos Sargsian, 83 ani, actor, regizor și scriitor armean (n. 1929)
- 27 septembrie: Jay Robinson, 83 ani, actor american (n. 1930)
- 29 septembrie: Cyrus Elias, 83 ani, actor american (n. 1930)
- 29 septembrie: S. N. Goenka (Satya Narayan Goenka), 89 ani, maestru spiritual al Meditației Vipassana (n. 1924)
- 30 septembrie: Aculina Strașnei Popa, 70 ani, pictor și grafician român (n. 1943)